# Син
Син је мушки потомак родитеља.
Осим неколико нација (нпр. Јевреји) син се сматра наследником породичног имена, као и иметка. Породичне везе су дефинисане пре свега по мушкој линији. Већина српских презимена је настала по мушком а не женском претку.
Син као мушко дете се код већине народа сматра као већи добитак у односу на ћерку. Код неких народа чак се женска деца убијају.
Код неких народа, постоји обичај да се праве деца до год се не добије барем један син. 
Код народа где постоји крвна освета, иста се односи само на мушке потомке.
Постоји и обичај да је првом мушком детету намењена круна тј. наследство царевине, краљевине, кнежевине... Но и поред тога у Европи постоји више краљевина где су жене носиоци власти. Добар пример је бивша краљица Велике Британије, Елизабета II. 
Тенденција „што више синова“ је изражена и код ратничких народа, јер се тиме добијају нови, будући војници.
Чак и у религијама предност се даје мушком потомку. У хришћанству то је нпр. Божији син Исус Христос. Постоји у готово свим религијама неравноправност жена у односу на мушкарце. Забрањен им је приступ у одређене богомоље или одређене делове богомоља, или чак на одређене територије (нпр. Света гора у Грчкој).